# Pardillana exempta
Pardillana exempta är en insektsart som först beskrevs av Walker, F. 1870.  Pardillana exempta ingår i släktet Pardillana och familjen gräshoppor. Inga underarter finns listade i Catalogue of Life.